# Saint-Éloi (Ain)
Saint-Éloi egy település Franciaországban, Ain megyében. Lakosainak száma 524 fő (2022. január 1.). Saint-Éloi Faramans, Joyeux, Meximieux, Pérouges és Rignieux-le-Franc községekkel határos.

## Népesség
A település népessége az elmúlt években az alábbi módon változott:
| Lakosok száma | 170  | 243  | 358  | 388  | 444  | 451  | 456  | 503  | 523  | 524  |
|               | 1968 | 1982 | 1990 | 2006 | 2013 | 2015 | 2017 | 2019 | 2020 | 2022 |